# Fulls de rengle
Els fulls de rengle (en singular, un full de rengle), també anomenats papers de rengle, són un tipus de document imprès amb la representació de rengleres de soldats, processons, desfilades, seguicis, etc. Com és evident, el nom prové de la disposició alineada en rengleres de les figures que hi apareixen.
Els fulls de rengle van ser molt populars a Catalunya entre els segles XVIII i XX. Juntament amb les auques, la literatura de canya i cordill (els romanços) i els goigs són un dels elements més característics de la cultura visual popular catalana.
Els fulls de rengle catalans deriven de models europeus. Els gravats representant seguicis, desfilades i processons existeixen a Europa des del segle xvii, si més no.
La particularitat dels fulls de rengle catalans és que són impresos utilitzant majoritàriament procediments xilogràfics, mentre que l'ús de la calcografia per a aquest tipus d'impresos és aquí bastant restringit. Al segle xix es van adoptar la litografia, la cromolitografia i altres procediments mecànics d'estampació
Els fulls de rengle més antics representen rengleres militars vistes frontalment, per davant. Posteriorment es va adaptar aquesta fórmula gràfica per a representar processons religioses (Setmana Santa, Corpus), que tanmateix es representen amb les figures vistes de costat.
Les làmines impreses constaven de diverses fileres que la gent retallava i enganxava per a formar una sola tira (molt llarga i que generalment s'enrotllava) que representava tot el seguici. Per això, els fulls de rengle són considerats els precursors dels retallables.
Entre els impressors que van sortir com a editors de fulls de rengle sobresurten la casa Paluzié de Barcelona o els Grau de Reus.
L'Arxiu Joan Amades conserva una important col·lecció de fulls de rengle.